# Mario Gavranović
Mario Gavranović (* 24. November 1989 in Lugano) ist ein ehemaliger Schweizer Fussballspieler. Der Stürmer spielte zuletzt für Kayserispor und war Nationalspieler.

## Karriere

### Vereine
Gavranović, dessen Eltern aus Gradačac in Bosnien-Herzegowina stammen, begann seine Karriere beim FC Lugano, mit dem er zum Ende der Saison 2006/07 zu seinen ersten Einsätzen in der Challenge League kam. Zur Saison 2008/09 wechselte er zum Yverdon-Sport FC. Diesen Verein verliess er nach einem Jahr und wechselte auf Leihbasis zu Neuchâtel Xamax.
Am 1. Februar 2010 unterschrieb er beim FC Schalke 04 einen Vertrag bis zum 30. Juni 2013. Sein erstes Spiel für Schalke absolvierte er am 17. April 2010, als er im Spiel gegen Borussia Mönchengladbach in der Halbzeitpause eingewechselt wurde. Den ersten Treffer in einem Pflichtspiel für Schalke erzielte er am 25. Januar 2011 im DFB-Pokal-Viertelfinalspiel gegen den 1. FC Nürnberg. Am 9. März 2011 hatte er seinen ersten Einsatz in der UEFA Champions League. Der FC Schalke 04 qualifizierte sich dank einem 3:1-Sieg im Rückspiel des Achtelfinals gegen den FC Valencia für die nächste Runde. Gavranović erzielte dabei das 2:1.
Der 1. FSV Mainz 05 lieh Gavranović für die Saison 2011/12 vom FC Schalke 04 aus; zudem verfügten die Mainzer über eine Kaufoption mit Anschlussvertrag bis 2016. In seiner Premierensaison in Mainz konnte sich Gavranović nicht durchsetzen und kam in der Spielzeit 2011/12 nur auf fünf Einsätze, von denen er vier als Einwechselspieler bestritt. Nach der Saison 2011/12 wurde Gavranovićs Vertrag mit dem FC Schalke aufgelöst.
Anschliessend unterschrieb er einen Vertrag bis 2016 beim FC Zürich. Seinen ersten Titel mit dem FCZ gewann er im Schweizer Cup 2014; Gavranović erzielte im Final beide Tore in der Verlängerung zum 2:0-Sieg über den FC Basel. Am 19. Januar 2016 wechselte er zum kroatischen Erstligisten HNK Rijeka und schloss sich schliesslich im Januar 2018 dessen Ligakonkurrenten Dinamo Zagreb an.
Im Sommer 2021 wechselte Gavranović in die Türkei zum Erstligisten Kayserispor, wo er einen Vertrag für zwei Saisons erhielt. Danach war er vereinslos. 2023 gab er seinen Rücktritt als Profifussballer bekannt.

### Nationalmannschaften
Gavranović debütierte am 10. Februar 2009 beim Spiel gegen Portugal in der Schweizer U-21-Nationalmannschaft. Am 31. März 2009 erzielte er gegen Österreich sein erstes Tor. Bei der U-21-Europameisterschaft 2011 kam er in drei Spielen zum Einsatz, bei denen er keinen Treffer erzielte.
Sein erstes A-Länderspiel machte Gavranović am 26. März 2011 im EM-Qualifikationsspiel in Sofia gegen Bulgarien. Trainer Ottmar Hitzfeld wechselte den 21-Jährigen beim 0:0 in der 77. Spielminute für Marco Streller ein. Am 15. August 2012 wurde er in der zweiten Halbzeit beim Freundschaftsspiel gegen Kroatien eingewechselt. In der 51. und in der 81. Minute traf er zweimal ins Tor; das Spiel wurde 4:2 gewonnen.
Bei der Weltmeisterschaft 2018 in Russland gehörte er zum Aufgebot der Schweiz. Er kam zu zwei Einsätzen und schied mit der Mannschaft im Achtelfinal aus. Für die Europameisterschaft 2021 wurde er ins Nati-Kader berufen. Im Achtelfinale gegen Frankreich erzielte er in der 90. Minute den Ausgleich zum 3:3, welcher der Schweiz den Sieg im Elfmeterschiessen und den erstmaligen Einzug in ein EM-Viertelfinale ermöglichte. 
Im September 2022 gab der inzwischen vereinslose Stürmer den Rücktritt aus der Nationalmannschaft bekannt.

## Erfolge
- DFB-Pokal-Sieger 2010/11 mit dem FC Schalke 04
- Vize-U-21-Europameister 2011
- Schweizer Cupsieger 2014 und 2016 mit dem FC Zürich
- Kroatischer Meister 2017 mit HNK Rijeka
- Kroatischer Cupsieger 2017 mit HNK Rijeka
- Kroatischer Meister 2018, 2019, 2020 und 2021 mit Dinamo Zagreb
- Kroatischer Cupsieger 2018 und 2021 mit Dinamo Zagreb